# Ingrid Eckel
Ingrid Eckel (* 9. April 1944 in Schönwinkel, Kreis Jarotschin) ist eine deutsche Politikerin der SPD. Von 1998 bis 2008 war sie Mitglied des Niedersächsischen Landtags. Sie ist verheiratet und hat zwei Kinder.

## Ausbildung und Beruf
Nach dem Besuch der Volksschule besuchte Eckel das Aufbaugymnasium für Mädchen in Speyer. Nach dem Abitur studierte sie Germanistik, Geografie und Pädagogik in Mainz und Saarbrücken. Nach dem Examen war sie von 1977 bis zu ihrer Wahl in den Landtag als Realschullehrerin in Wolfsburg tätig.

## Politik
Seit 1972 ist Eckel Mitglied der SPD. Ab 1986 gehört sie dem Rat der Stadt Wolfsburg an. 1991–96 war sie 1. Bürgermeisterin und anschließend bis 2001 Oberbürgermeisterin der Stadt Wolfsburg. Danach wurde sie Vorsitzende des Schulausschusses. Dem Niedersächsischen Landtag gehörte sie von 1998 bis 2008 an.

## Ehrungen
- 2009: Verdienstkreuz am Bande der Bundesrepublik Deutschland
- 2014: Ehrenbürgerin der Stadt Wolfsburg

| Vorgänger       | Amt                                         | Nachfolger       |
| --------------- | ------------------------------------------- | ---------------- |
| Werner Schlimme | Oberbürgermeisterin von Wolfsburg 1996–2001 | Rolf Schnellecke |

| Personendaten    | Personendaten                   |
| ---------------- | ------------------------------- |
| NAME             | Eckel, Ingrid                   |
| KURZBESCHREIBUNG | deutsche Politikerin (SPD), MdL |
| GEBURTSDATUM     | 9. April 1944                   |
| GEBURTSORT       | Schönwinkel, Kreis Jarotschin   |